# Husajn Sadik al-Misrati
Husajn Sadik al-Misrati – były libijski ambasador w ChRL.
20 lutego 2011 roku, podczas wywiadu z Al-Dżazirą na temat protestów w Libii, al-Misrati zrezygnował z pełnionych funkcji w reakcji na krwawe zamieszki.